# Oakeshott-Klassifikation

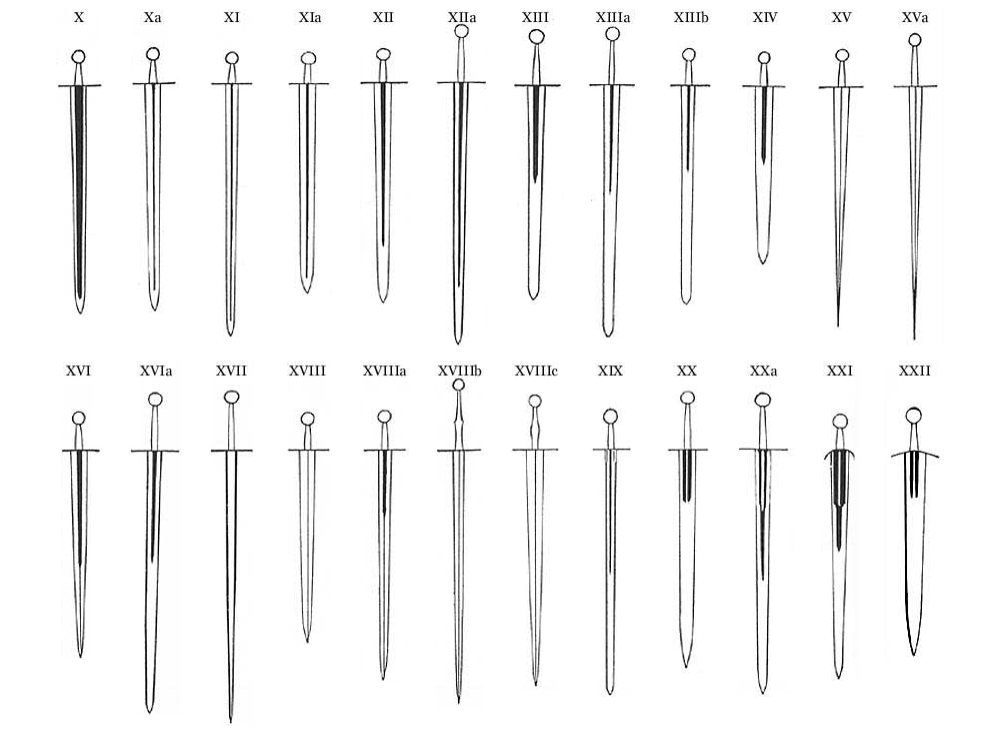
Die Oakeshott Typen

Die  Oakeshott-Klassifikation des mittelalterlichen Schwertes basiert auf der Morphologie der Klinge (während die meisten früheren Klassifikationen auf der Morphologie des Gefäßes beruhen). Sie unterteilt Schwerter in 13 Haupttypen – nummeriert von X bis XXII. Ewart Oakeshott führte diese Einteilung in seinem Buch The Sword in The Age of Chivalry 1964 (überarbeitete Auflage 1981) ein.
Das System ist eine Fortsetzung von Jan Petersens Klassifikation des Wikinger-Schwertes, (De Norske Vikingsverd, 1919, überarbeitet und nummeriert von I bis IX 1927 von Robert Eric Mortimer Wheeler 1890–1976).

## Einteilung
Die Klingentypen X-XIV, einschließlich der Subtypen zeichnen sich durch ballige, also konvexe Klingenquerschnitte aus. Die Typen von XV an aufwärts besitzen rhombische beziehungsweise rautenförmige Querschnitte. Dabei sind die Querschnitte von den jeweiligen Hohlkehlen unterbrochen.
Ein balliger Klingenquerschnitt ist ein Erbe der wikingerzeitlichen Schwerter und vor allem für Hiebschwerter geeignet. Diese Klingenform ist bis ins 14. Jahrhundert in Verwendung.
Schwerter mit rhombischen beziehungsweise rautenförmigen Klingen sind etwa vom Ende des 12. Jahrhunderts bis in die Neuzeit hinein gebräuchlich und eignen sich besonders zum Stoß.

### Typ X
Die Schwerter des Typs X stellen unter den Ritterschwertern jenen Typ dar, der noch große Ähnlichkeit zum Wikingerschwert aufweist. Die Klingen sind breit, von mittlerer Länge (ca. 31" = ca. 79 cm), die breite Hohlkehle endet ca. 1" = 2,54 cm vor der zumeist runden Spitze. Das Gewicht liegt bei etwa 1,3 kg. Gebräuchlich waren diese Schwerter vom späten 9. Jahrhundert bis in das 12. Jahrhundert hinein. Diese Klingenform findet sich auch bei späteren Wikingerschwertern. In diese Kategorie gehört beispielsweise das Ulfberhtschwert.
Subtyp Xa: Die Hohlkehle verläuft schmaler, die Klinge ist etwas länger und läuft spitz zu. Gebräuchlich zwischen ca. 1000 und 1300.

### Typ XI
Schwerter dieses Typs besitzen eine längere, recht schlanke Klinge (85–95 cm) und schmalere Hohlkehle als Schwerter vom Typ X, einen spitz zulaufenden Ort und wurden wahrscheinlich zwischen ca. 1100 und 1175 verwendet. Das bekannteste Schwert dieses Typs ist das Reichsschwert des Heiligen Römischen Reichs, das am Ende des 12. Jahrhunderts entstanden sein dürfte.
Subtyp XIa: Etwas breiter und kürzere Schwerter als Typ XI.

### Typ XII
Typ XII kann als der wichtigste Schwerttyp des Hochmittelalters gelten und stellt somit das klassische Ritterschwert dar. Es ist vor allem im 13. und 14. Jahrhundert verbreitet, kommt allerdings seit der Zeit um 1000 vor. Die Klinge dieses Typs ist breit und flach und verjüngt sich zur Spitze (Ort) hin deutlich. Zudem ist die Hohlkehle deutlich kürzer als bei Schwertern der Typen X und XI und erstreckt sich nur über etwa 2⁄3 der Klingenlänge. Die Klingenlänge beträgt etwa 80–85 cm. Weitere Oakeshott-Kriterien für diesen Typ sind ein spitzer Ort und kurzer Griff, nie zu einer Länge von anderthalb Hand.
Wegen der Verbreitung während des gesamten Hochmittelalters ist dieser Typ leicht mit anderen Typen verwechselbar.
Subtyp XIIa: Wie Typ XII, aber bei längerem Griff beidhändig zu führen. Gebräuchlich im 13. und 14. Jahrhundert. Das Gewicht beträgt ca. 1,36–1,8 kg.

### Typ XIII
Gebräuchlich in der zweiten Hälfte des 13. Jahrhunderts. Typ XIII Klingen sind lang und breit mit parallelen Schneiden und einer gerundeten Spitze. Der Klingenquerschnitt ist linsenförmig. Das Heft ist mit typischerweise ca. 15 cm länger als bei früheren Typen und erlaubt damit gelegentlichen beidhändigen Gebrauch. Die Parierstange verläuft gerade, der Knauf ist nuss- oder scheibenförmig (Oakeshott Knauf D, E und I).
Subtyp XIIIa: Großschwerter mit einer Klingenlänge bis zu 1 m, das Griffholz ist bis zu 25 cm lang. Sie entsprechen dem Grans espées d'Allemagne und erscheinen im 12. Jahrhundert, bleiben aber bis in das 15. Jahrhundert populär.
Subtyp XIIIb: Wie Typ XIII, aber mit Einhand-Griff.

### Typ XIV
Ewart Oakeshott beschreibt Klingen des Typs XIV als kurz, breit und sich stark zum Ort verjüngend. Die Hohlkehle, eventuell auch mehrere, macht ca. 2⁄3 der Länge aus. Der Knauf hat immer eine Rad-Form. Die Parierstange ist im Allgemeinen eher lang und gewölbt.

### Typ XV
Sich verjüngende Klinge mit rautenförmigem Querschnitt mit spitzem Ort. Im Gebrauch von ca. 1300 bis ca. 1500.
Subtyp XVa: Eine längere und schmalere Klinge, das Griffholz ist 18–25 cm lang. Typisches Liechtenauer-Fechtschwert.

### Typ XVI
Rautenquerschnitt mit Hohlkehle über 1⁄2 Klingenlänge. Die Klingenlänge beträgt ca. 70–80 cm.
Subtyp XVIa: Wie auch bei vielen anderen Typen gibt es auch von Typ XVI eine Anderthalbhänderversion mit längerem Griff und längerer Klinge. Diese Schwerter besitzen kürzere Hohlkehlen und einen flachen hexagonalen Querschnitt.

### Typ XVII
Diese Schwerter besitzen eine lange, spitz zulaufende Klinge mit sechseckigem Querschnitt und einen beidhändigen Griff. Diese schweren, mehr als 2 Kilogramm wiegenden, Klingen wurden zum Durchbohren von Rüstungen verwendet. Im Gebrauch waren diese Schwerter von ca. 1360 bis etwa 1420.

### Typ XVIII
Sich zuspitzende Klingen mit kurzem Griffholz (ca. 10 cm). Der Querschnitt der Klinge ist rautenförmig. Sie spitzt sich weniger gleichmäßig zu als bei Typ XV, was in einigen Fällen das einzige Unterscheidungskriterium darstellt. Die Klingen wirken im Vergleich leicht konkav.
Subtyp XVIIIa: Schlanke Klingen mit einer Länge von ca. 80 cm und längerem Griff (13 cm) als Typ XVIII.
Subtyp XVIIIb: Lange schlanke Klinge, noch längerer Griff (25–30 cm), gebräuchlich ca. 1450 bis 1520.
Subtyp XVIIIc: Breite Klinge, die ca. 90 cm lang ist.

### Typ XIX
Breite Klingen des 15. Jahrhunderts für einhändigen Gebrauch, mit paralleler Schneide, schmaler Hohlkehle und Ricasso.

### Typ XX
14. bis 15. Jahrhundert Anderthalbhänder-Klingen, häufig mit zwei Hohlkehlen im oberen Viertel.
Subtyp XXa: Schmalere Klingen.

### Typ XXI
Cinquedea-Klingen, spätes 15. Jahrhundert.

### Typ XXII
Breite flache Klingen mit zwei schmalen Hohlkehlen. Um 1500 in Gebrauch.